# Вернал (водопад)
Вернал (англ. Vernal Fall) — большой водопад на реке Мерсед в нижней части водопада Невада в национальном парке Йосемити, США. Высота водопада составляет 96,62 метра.

## В филателии

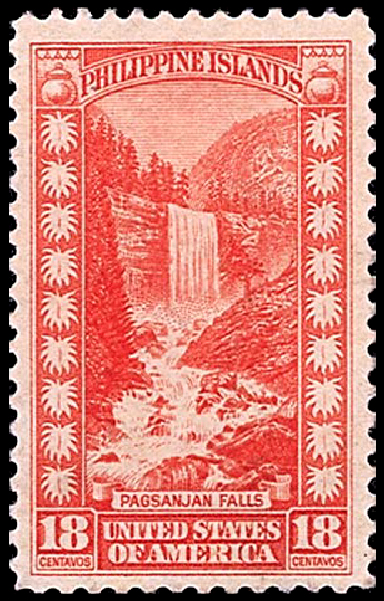
Вернал на филиппинской марке

Водопад Вернал по ошибке попал на филиппинскую марку 1932 года. Хотя на марке указано, что на ней изображён водопад Пагсанджан на Филиппинах.

## Галерея

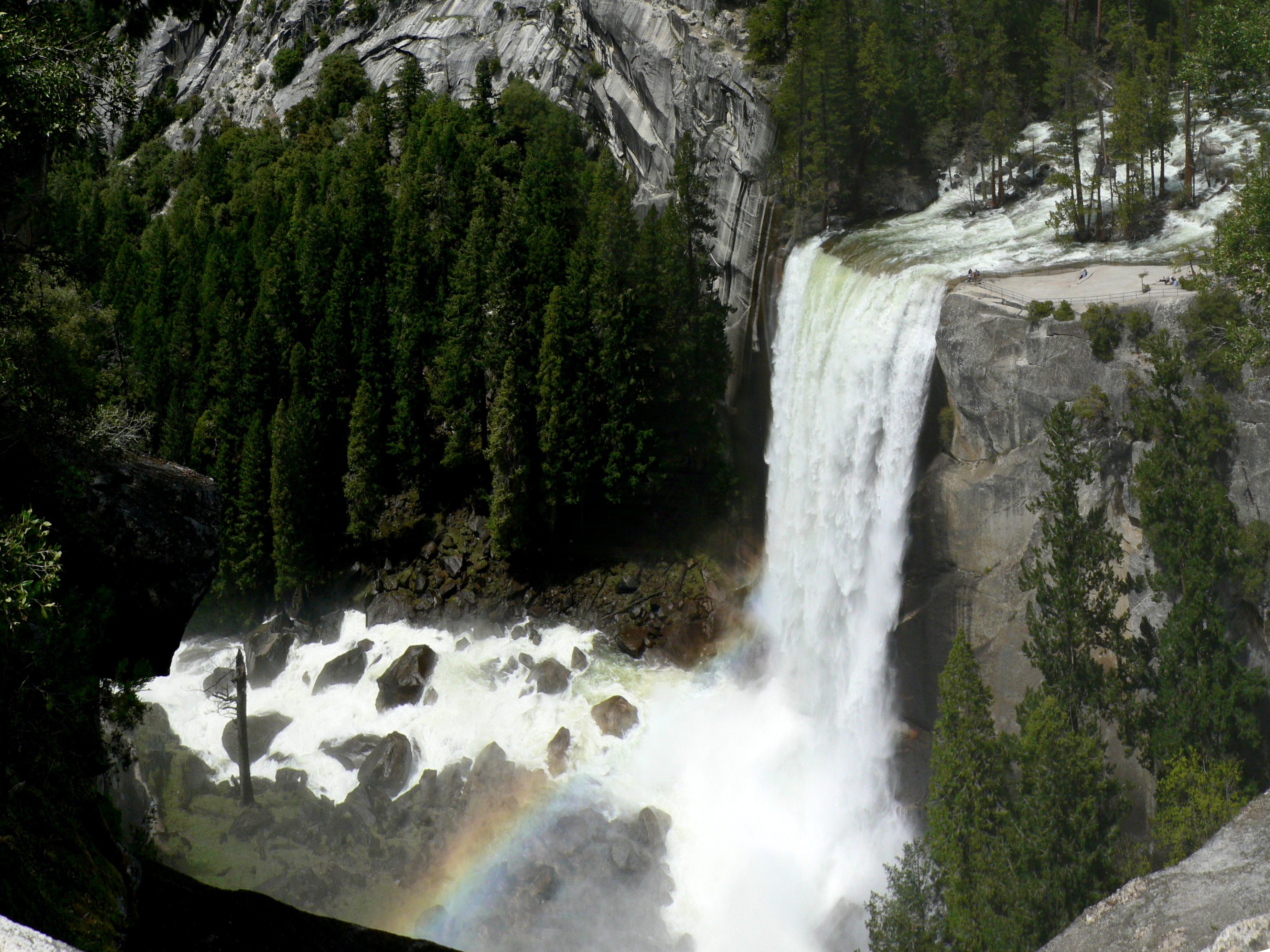
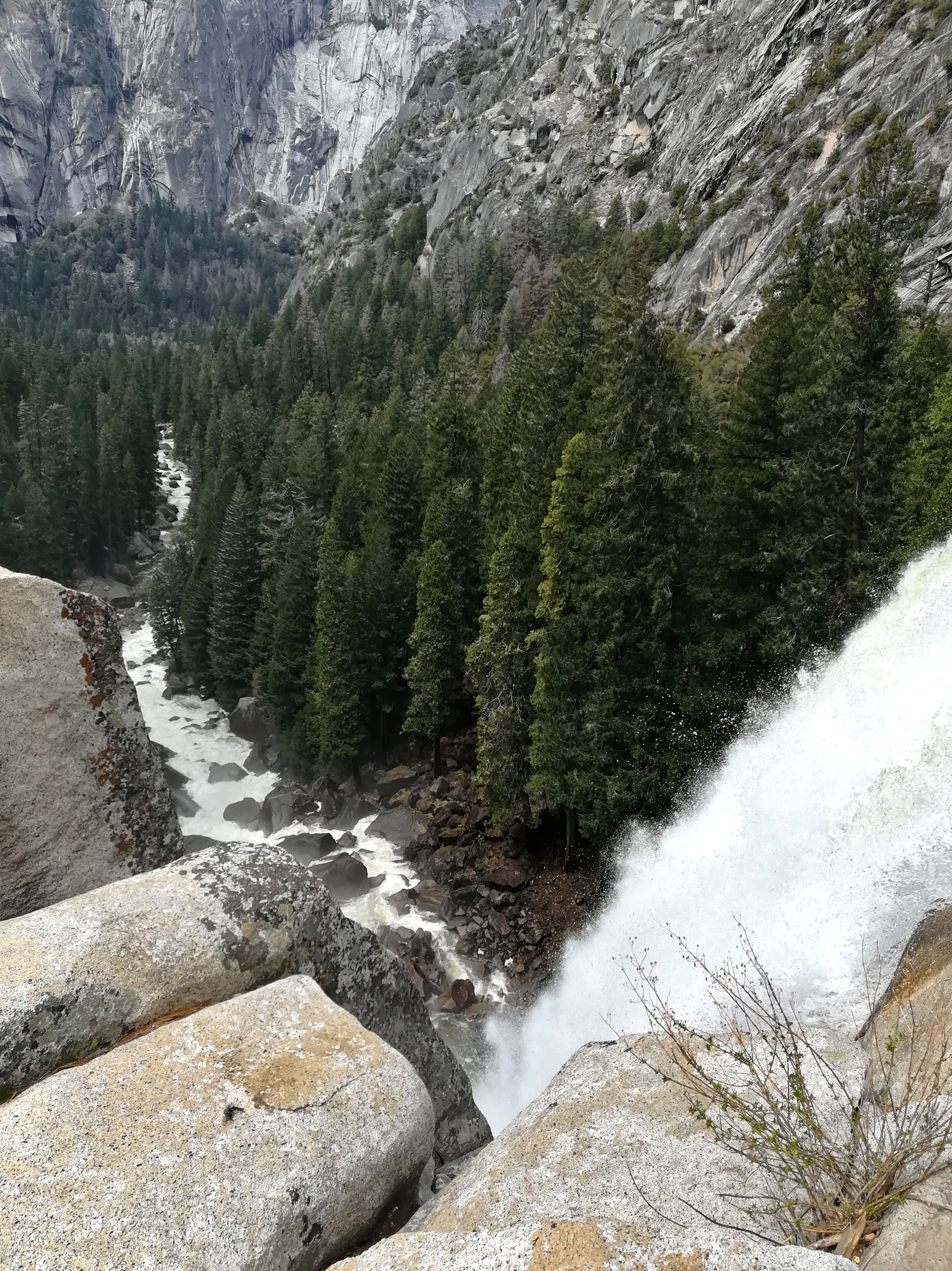
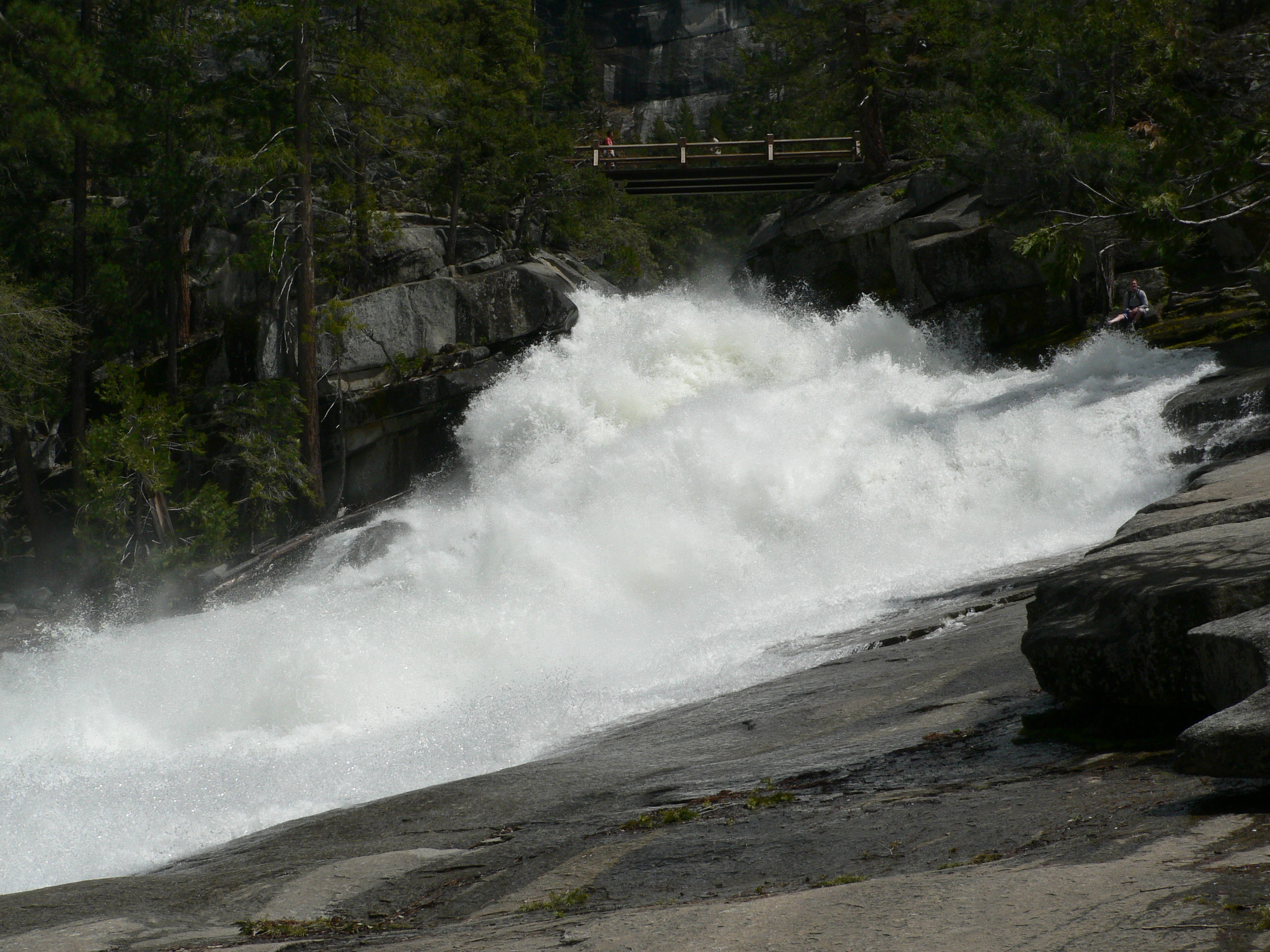
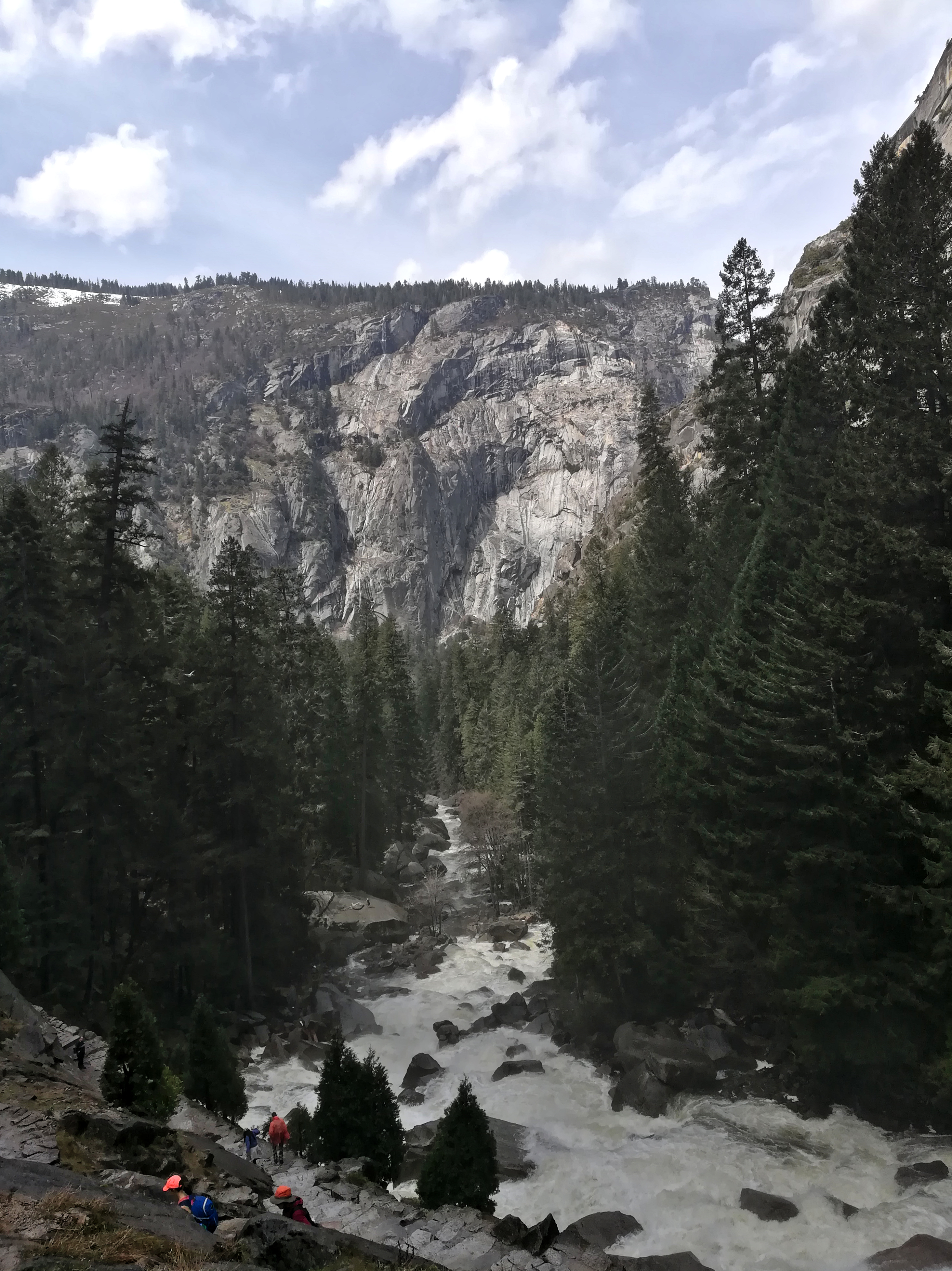
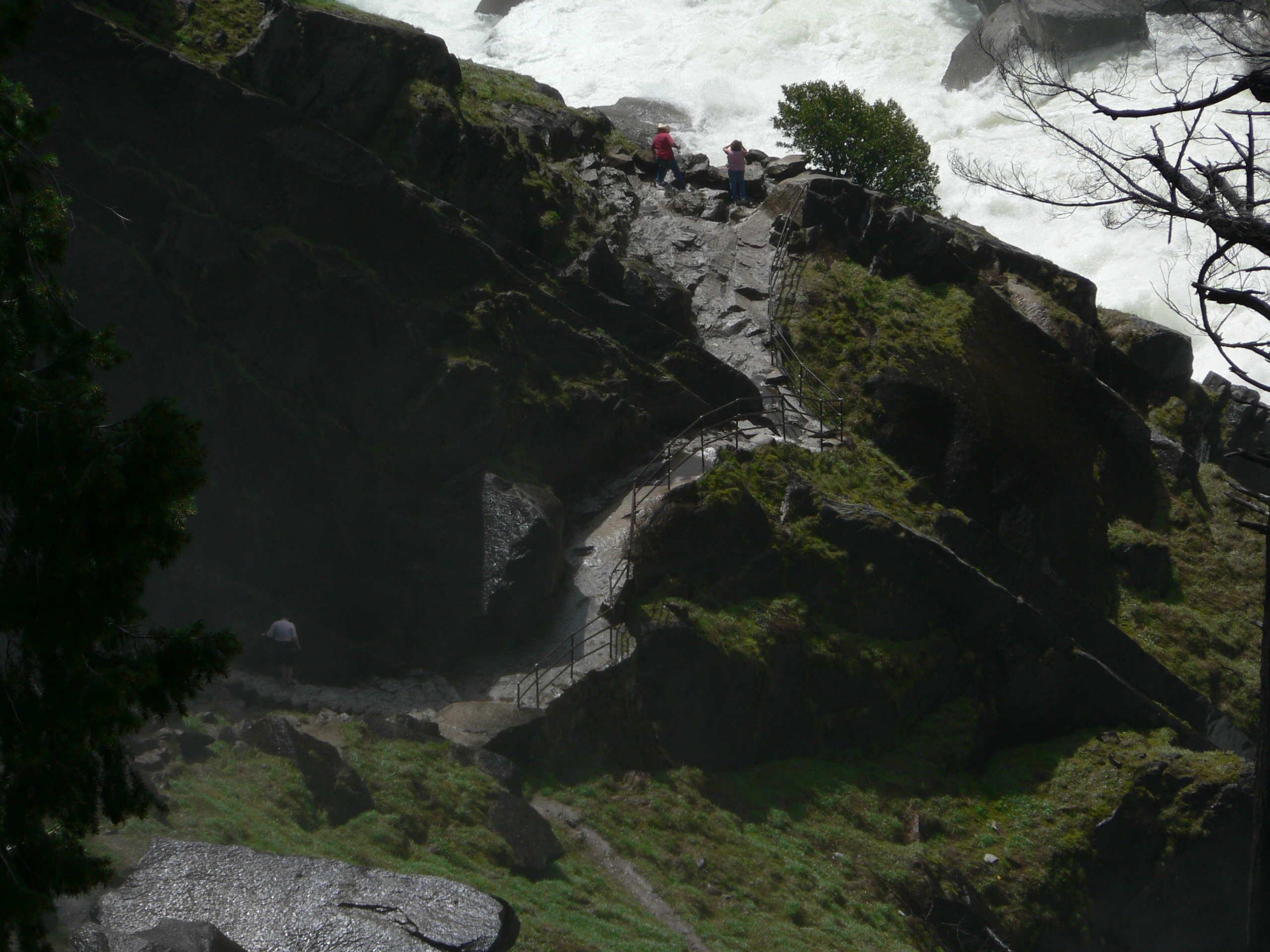
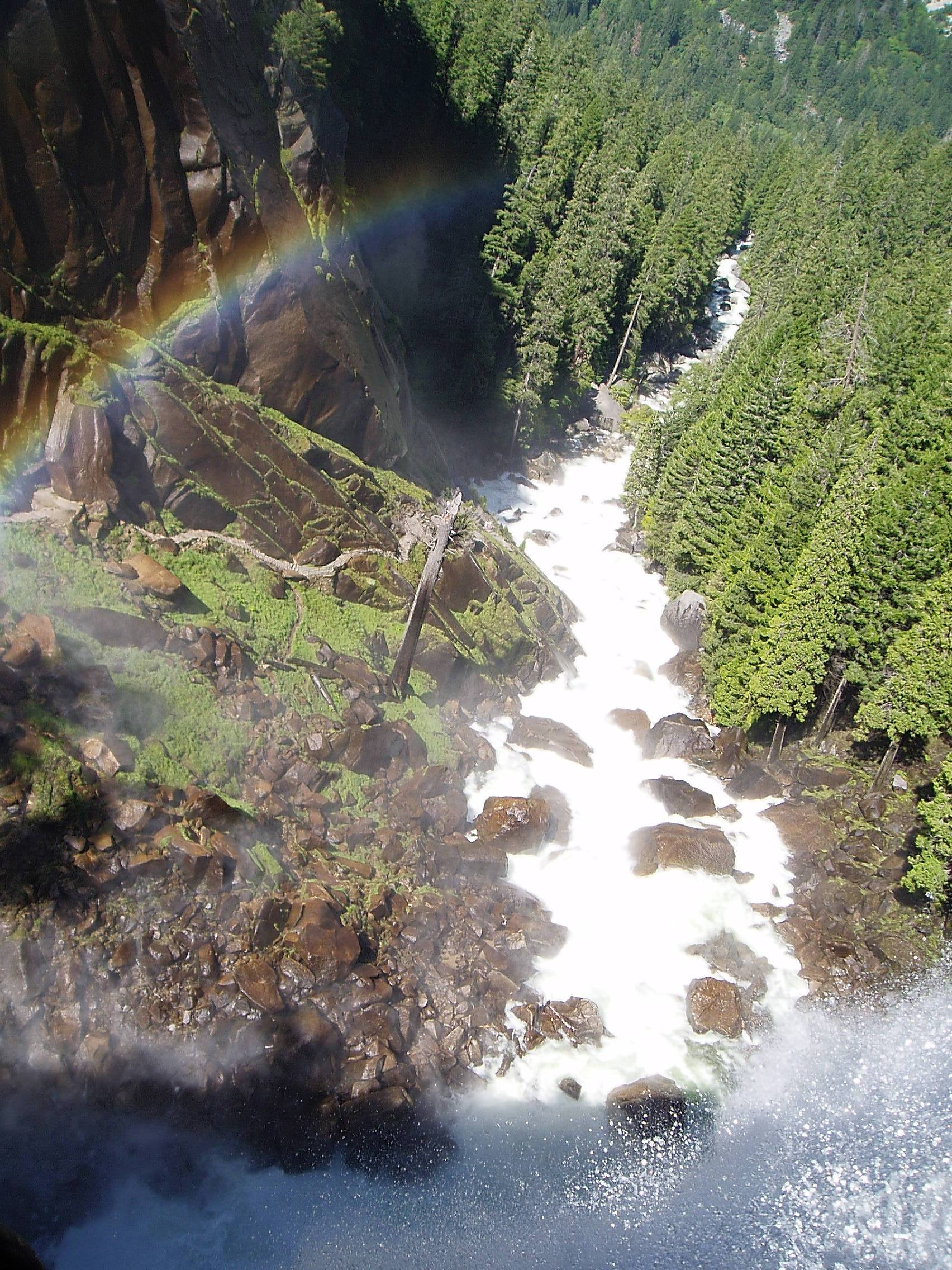